# يوري جورشكوف
يوري جورشكوف (بالروسية: Горшков Юрий Александрович)‏ هو لاعب كرة قدم روسي في مركز الوسط، ولد في 13 مارس 1999 في كوندوبوغا في روسيا. لعب مع FC Chertanovo Moscow ‏.

## وصلات خارجية
- يوري جورشكوف على موقع قاعدة بيانات كرة القدم.إي يو (الإنجليزية)
- يوري جورشكوف على موقع ناشيونال فوتبول تيمز (الإنجليزية)
- يوري جورشكوف على موقع Soccerway.com (الإنجليزية)
- يوري جورشكوف على موقع عالم كرة القدم.نت (الإنجليزية)